# Ukuvavanje
Ukuvavanje je toplotna operacija pri kojoj se povećava koncentracija rastvorka nekog rastvora, isparavanjem dela rastvarača na temperaturi ključanja rastvora.
Cilj ukuvavanja je dobijanje rastvora veće koncentracije. Ukuvavanjem se rastvor koncentriše. Povećanje koncentracije prati povećanje gustine, a i temperature ključanja. Temperatura ključanja rastvora zavisi od pritiska sredine iznad površine rastvora. Ako raste pritisak, dolazi do porasta i temperature ključanja i obrnuto, smanjenjem pritiska smanjuje se i temperatura ključanja. 

## Industrijska primena
U industriji ukuvavanje se izvodi u ukuvačima.
Ukuvači su aparati koji svojom konstrukcijom omogućavaju:
1. Smeštaj određene količine rastvora;
2. Zagrevanje rastvora u toku operacije;
3. Sakupljanje i odvođenje nastale pare rastvarača (sekundarna para).

Ukuvavanje može da se izvodi:
- A. U otvorenim i zatvorenim ukuvačima.
- B. Pod atmosferskim pritiskom, natpritisku i pod određenim vakuumom.
- C. Kontinualno i diskontinualno (sa prekidima).
- D. Direktnim zagrevanjem rastvora i indirektnim zagrevanjem (češći slučaj).
- E. U jednom aparatu ili u više aparata (bateriji ukuvača).

Zagrevanje rastvora u ukuvaču do temperature ključanja i u toku ukuvavanja može da se izvodi:
- a. Električnim grejačima (samo kod manjih ukuvača- u industrijskoj praksi se ređe koristi);
- b. Vrelim gasovima (očišćeni dimni gasovi) direktno ili indirektno;
- c. Primarnom vodenom parom (para iz parnog kotla) i
- d. Sekundarnom parom (para rastvarača).

U industrijskoj praksi se ređe koristi direktno zagrevanje rastvora, jer grejni fluid (dimni gasovi, vreo vazduh) uglavnom štetno utiče na kvalitet rastvora (posebno u prehrambenoj industriji). Te se zagrevanje vrši indirektno preko grejne površine koja razdvaja rastvor od grejnog fluida – vodene pare. 
Grejni fluid treba da ima veću temperaturu od temperature ključanja rastvora. Prenošenja toplote se vrši se prema mehanizamu prelaza toplote. Protok toplote je usmeren iz grejnog fluida u rastvor.
Pri ukuvavanju treba težiti da:
- Koeficijent prelaza toplote (k) bude što veći. Što se postiže turbulentnim i protivsmernim strujanjem rastvora i grejnog fluida za vreme ukuvavanja.
- Razlika temperature (Δt) bude optimalna za date uslove.
- Toplotni otpori budu što je moguće manji.

## Ukuvači
Prema konstrukciji ukuvači se dele na:
- Otvorene i
- Zatvorene.

Zatvoreni ukuvači se mogu podeliti na:
- Ukuvače sa vertikalnim grejnim cevima;
- Ukuvače sa horizontalnim grejnim cevima;
- Ukuvače sa dugim grejnim cevima;
- Ukuvače sa kosim grejnim cevima.

## Literatura
- Towler Gavin, Sinnott Ray (2008). Chemical engineering design: principles, practice and economics of plant and process design. United States: Elsevier. ISBN 978-0-7506-8423-1.